# Røyrvik
Røyrvik (Sami: Raavrevijhke) là một đô thị ở hạt Trøndelag, Na Uy. Đô thị này thuộc vùng Namdalen. Trung tâm hành chính của đô thị này là làng Røyrvik. Røyrvik đã được tách khỏi Đô thị Grong vào ngày 1 tháng 7 năm 1923.
Đô thị (ban đầu là một giáo khu) đã được đặt tên theo nông trang cũ Røyrvik, do nhà thờ đầu tiên đã được xây dựng ở đó (năm 1828). 
Huy hiệu được ban vào ngày 13 tháng 12 năm 1985.